# ماركوس كارفر
ماركوس كارفر (بالإنجليزية: Marcus Carver) (22 أكتوبر 1993 ببلاكبرن في المملكة المتحدة - ) هو لاعب كرة قدم بريطاني في مركز الهجوم. لعب مع نادي أكرينغتون ستانلي وAFC Fylde ‏ ونادي تشورلي ونادي مارين ‏ ونادي بارو وإف سي هاليفاكس تاون.

## وصلات خارجية
- ماركوس كارفر على موقع قاعدة بيانات كرة القدم.إي يو (الإنجليزية)
- ماركوس كارفر على موقع Soccerbase.com (لاعب) (الإنجليزية)
- ماركوس كارفر على موقع Soccerway.com (الإنجليزية)